# Eurystomus glaucurus
Eurystomus glaucurus là một loài chim trong họ Sả.